# Pimienta Berlín
Pimienta Berlín är en ort i Mexiko.   Den ligger i kommunen Cintalapa och delstaten Chiapas, i den sydöstra delen av landet, 600 km sydost om huvudstaden Mexico City. Pimienta Berlín ligger 741 meter över havet och antalet invånare är 174.
Terrängen runt Pimienta Berlín är huvudsakligen kuperad, men åt nordost är den platt. Runt Pimienta Berlín är det ganska glesbefolkat, med 30 invånare per kvadratkilometer. Närmaste större samhälle är Cintalapa de Figueroa, 9,9 km söder om Pimienta Berlín. I omgivningarna runt Pimienta Berlín växer huvudsakligen savannskog.